# Могільно (гміна)
Гміна Могільно (пол. Gmina Mogilno) — місько-сільська гміна у північній Польщі. Належить до Могіленського повіту Куявсько-Поморського воєводства.
Станом на 31 грудня 2011 у гміні проживало 25086 осіб.

## Площа
Згідно з даними за 2007 рік площа гміни становила 256.11 км², у тому числі:
- орні землі: 81.00%
- ліси: 5.00%

Таким чином, площа гміни становить 37.89% площі повіту.

## Населення
Станом на 31 грудня 2011:
| Опис     | Загалом | Загалом | Чоловіки | Чоловіки | Жінки | Жінки |
| -------- | ------- | ------- | -------- | -------- | ----- | ----- |
| одиниця  | осіб    | %       | осіб     | %        | осіб  | %     |
| все      | 25086   | 100     | 12303    | 49.04    | 12783 | 50.96 |
| міське   | 12505   | 100     | 5989     | 47.89    | 6516  | 52.11 |
| сільське | 12581   | 100     | 6314     | 50.19    | 6267  | 49.81 |

## Сусідні гміни
Гміна Могільно межує з такими гмінами: Домброва, Гонсава, Яніково, Орхово, Роґово, Стшельно, Тшемешно.